# Honda WR-V
O WR-V é um crossover compacto produzido pela Honda. Foi apresentado na edição de 2016 do Salão Internacional do Automóvel de São Paulo. Este veículo foi desenvolvido pela equipe de Pesquisa e Desenvolvimento da Honda Automóveis do Brasil, para se posicionar como SUV de entrada da marca estando abaixo do HR-V. Utiliza a mesma plataforma dos modelos Fit e City da Honda.
Em 2020, a Honda apresentou a primeira reestilização do WR-V. O veículo adota o mesmo visual conhecido na Índia em julho, com leves retoques na dianteira e traseira, com destaque para um novo para-choque dianteiro, faróis e lanternas. Além disso, o crossover finalmente recebe os controles de tração e estabilidade como item de série (obrigatório no Brasil a partir de 2021).

## Teste de Segurança doLatin NCAP
O Latin NCAP fez um teste de segurança no veículo, e apenas recebeu uma estrela. 41% para adultos e crianças, 59% para pedestres nas estradas e 49% em sistemas de assistência e segurança. O teste foi realizado no Brasil em 2022.
O WR-V tem airbag e protensores no cinto para motorista e passageiro, o airbag lateral e o para peito é opcional, contém isofix, e aviso de cinto de segurança para motorista e passageiro.